# Mega Man Battle Network 6
Mega Man Battle Network 6 es la sexta y última entrega de Capcom en cuanto a la serie EXE/Battle Network de una de sus más afamadas franquicias que es Mega Man, en esta nueva entrega al igual que las anteriores se sitúa en el año 20XX (se dice que es aproximadamente el año 2030) donde la humanidad ha llevado la tecnología de la Net/Internet a extremos nunca antes vistos, en este juego tomamos el control de Lan Hikari, un joven estudiante de 6.º grado que tiene como amigo a un programa de inteligencia artificial llamado MegaMan.EXE, MegaMan es un Netnavi, los Netnavis son programas que pueden surcar la Net/Internet para interactuar con otros como ellos, combatir virus y entre ellos mismos o simplemente usarlos para negocios y otras cosas personales, estos programas se almacenan en aparatos llamados PET's (PErsonal Terminal) en donde dichos aparatos similares a móviles de hoy en día, se pueden recibir y mandar correos, llamadas, etc. Sin embargo a través de los PET's se pueden enviar a los Navi Chips de Batalla que les ayuda a combatir contra los virus que en hay en la Net/Internet o entre ellos. Esta entrega está dividida en dos cartuchos llamados Cybeast Gregar y Cybeast Falzar

## Historia
La historia comienza cuando Lan está en clases en su pueblo natal ACDC, en eso la señorita Mari anuncia que un alumno se va a mover de escuela y de pueblo. Ese alumno resulta ser Lan, y la razón de esta mudanza es que su padre, Yuichiro Hikari, ha recibido una oferta de trabajo en otro lugar y éste aceptó, mudándose de ACDC Town a Central Town. En este lugar, después de que Lan desempacara y conozca su nuevo hogar, decide ir conocer al pueblo. En esto es donde rescata a una niña de nombre desconocido de un PerroBot que está infectado por un virus. Luego de aquello asiste a la escuela, donde conoce a un niño algo rebelde de nombre Mick, con el cual al principio no se lleva muy bien, y otro llamado Aster, que es dueño de una tienda de Chips como Higsby. Tras esto, Lan y MegaMan deciden navegar por la nueva net/internet y entonces es cuando conocen una leyenda de Central Town que se le conoce como Cybeast, y según la leyenda eran 2 ciber bestias legendarias que lucharon hasta la muerte una contra la otra, pero al final fueron selladas en un lugar desconocido; pero una organización criminal se propone descubrir ese lugar, para liberarlas y usarlas para sus propósitos. Mientras Lan y Megaman hacían eso, Megaman decidió absorber los poderes de las ciber bestias, pero por un desafortunado accidente, Iris le envía un mensaje a Lan y le dice que puede curar a Megaman con una Healwater. Cuando termina esto, Megaman usa sus poderes y sigue luchando contra la WWW. Al final tendrá que luchar contra las 2 ciber bestias. Luego de vencer las 2 ciber bestias, Lan volvió a ACDC junto con sus amigos, hablan acerca de lo que harán en el futuro y prometieron que cumplirían sus sueños. Y así fue. Chaud rige a oficiales mundiales, Mick es un profesor, Tab es el dueño de una tienda de Battle Chips, Dex es el alcalde de ACDC, Yai se convirtió en la presidenta del negocio de su padre y Lan se casó con Mayl, tuvieron un hijo llamado Patch y continuó el negocio de su padre.

## Gameplay
Megaman Battle Network 6 Grega/Falzar Version tiene un Gameplay prácticamente parecido a sus antecesores, fuera de la Net/Internet moveamos a Lan, el cual se puede mover por los pueblos, agarrar un tren, tranvía o lo que sea para moverse de un pueblo a otro, hablar con la gente, algunos a los que le puedes pedir batallas contra su Netnavi y buscar puertos en donde hacer Jack-in (acción que tiene por definición conectar al Navi a la Net/Internet), pero dentro de la Net/Internet MegaMan puede hacer casi lo mismo, hablar con otros Netnavis, pero a diferencia, MegaMan puede buscar por datos que contienen Chips, dinero que en este juego se le conoce como Zenny u otros datos, también puede combatir con los virus que se le aparecen de forma aleatoria en la Net/Internet, claro está que mientras más avancemos en el juego con más Virus poderosos nos encontraremos.

Cuando MegaMan se enfrenta a un virus o Navi enemigo, pasamos a un plano de 18 cuadros en los cuales 9 les pertenece a MegaMan y 9 al enemigo que se dividen en color azul que es de MegaMan y rojo que son del enemigo y estos 9 cuadros están puestos en una formación de 3x3, 3 horizontales y 3 verticales, al comenzar una batalla podemos enviarle a MegaMan chips de batalla que le permiten atacar al enemigo causándole un daño mucho mayor ya sea lanzándole una bomba o un rayo muy potente. Estos chips los obtenemos ya sea en tiendas que hay en el mundo real por el que se mueve Lan y la Net/Internet o ya sea derrotando al enemigo, aunque hay que estar claro que no siempre al derrotar al enemigo (ya sea un virus o un Navi enemigo) este nos dará un chip; hay algo llamado Busting Time que siempre y cuando el Busting Time sea adecuado nos dará un chip o dinero dependiendo del caso.

Una de las novedades de esta nueva entrega de la saga EXE es que ahora MegaMan puede usar los poderes de las bestias ya antes mencionadas, a esto se le llama BeastOut. Sin embargo, Megaman solo puede usar este poder durante un tiempo definido, lo cual significa que se debe de aprovechar al máximo Pero esto no es todo; resulta que en el juego habrá personas que nos pedirán que hagamos una misión por ellos (por así decirlo), que si logramos completarla lograremos hacer un enlace con su Navi, a esto se le llama CrossLink, que le permite a MegaMan tener durante la batalla los poderes del Navi de la persona que haya ayudado antes. Cada versión tiene Navis diferentes, pero lo mejor de todo es que podemos hacer enlace entre CrossLink y el BeastOut dando a MegaMan nuevos poderes, que si sacrificamos un chip no-elemental entonces Megaman usaras esos poderes, claro está que ya sea solamente BeasOut o CrossLink, MegaMan podrá usar otros poderes si usamos los chips correctos, además de que si un CrossLink es sobre un elemento ya sea fuego, agua, tierra etc., al usar un chip del mismo elemento de CrossLink MegaMan les dará más poder de ataque, la combinación entre CrossLink y BeasOut se le llama CrossBeast

Hablando un poco más de los Navis de los que obtenemos los CrossLink, habrá en la Net/Internet obstáculos como tornados, torrentes de agua, fuego, que solo podremos quitar usando a esos Navis, claro está que siempre y cuando hayamos completado la misión podremos usar de nuevo a esos Navis, cuando estos Navis están dentro de batalla, se siguen las mismas reglas que cuando estamos con MegaMan, enviamos chips y demás.

Profundizando un poco más en el tema de los chips, hay chips de todo tipo de elementos, Fuego, Agua, Césped, Obstáculo, Viento, Puntería y Espada, también los chips dentro de batalla puede ser elegidos en cantidad siempre y cuando el código concuerda, por ejemplo si tenemos un chip con código A, podremos elegir otro siempre y cuando tenga el mismo código, aunque esto no se aplica siempre pues aún si tenemos un chip con código diferente a otro podremos elegirlo siempre y cuando sean iguales; o sea si tenemos 2 chips granada con diferente código pueden ser elegidos porque son iguales, algunos chips podremos obtenerlos dentro de la Net/Internet como MegaMan o fuera de esta como Lan, comprándolos en tiendas, intercambiándolos con otras personas. Los chips se dividen en 4 categorías: Estándares que son chips con ataques normales; MegaChips, que son chips que solo podremos tener 5 en nuestro folder (folder es donde podremos poner nuestros chips para usarlos dentro de las batallas, en el cual solo podremos cargar 30 en total); GigaChips, que son chips súper poderosos que solo podremos poner 1 en nuestro folder y por último los ChipsSecretos que son chips que prácticamente solo podremos obtener de la otra versión (dependiendo de cual estamos jugando). Otra sorpresa es que si en batalla combinamos los chips correctos podremos crear algo llamado "Programa Avanzado" que ejecuta un ataque con un poder enorme.

## Sonido
El juego en cuanto al sonido no ha cambiado nada respecto a sus antecesores, hay música para toda clase de áreas y ciudades, que también cambian en batalla estando en pelea con un virus o Netnavi enemigo, hay música que se pone en situaciones de peligro o situaciones de felicidad o que se da en caso de la victoria de una batalla, en cuanto a efectos de sonido, no hay nada nuevo, el mismo sonido de cuando se dispara el buster de MegaMan, cuando usamos un chip y cosas por el estilo. La verdad es que la música y los efectos de sonido no son un fuerte en este juego, son en sí algo muy pobres y no han tenido ningún avance significativo. El juego no contiene voces o los clásicos sonidos esos que se dan cuando un personaje grita o algo parecido.